# Taraxacum nigrescens
Taraxacum nigrescens — вид квіткових рослин з родини айстрових (Asteraceae). Вид зростає в Європі: Данія, Польща; це багаторічна рослина помірних біомів.